# Rzeczyca (Krosno Odrzańskie)
Pour les articles homonymes, voir Rzeczyca.
Rzeczyca (prononciation : [ʐɛˈt͡ʂɨt͡sa]) est un village polonais de la gmina de Maszewo dans le powiat de Krosno Odrzańskie de la voïvodie de Lubusz dans l'ouest de la Pologne.
Le village comptait approximativement une population de 69 habitants en 2008.

## Histoire
Avant 1945, ce village était sur le territoire de l'Empire allemand dans le Royaume de Prusse dans la province de Brandebourg sous le nom de Riesnitz. (voir Évolution territoriale de la Pologne)
De 1975 à 1998, le village appartenait administrativement à la voïvodie de Zielona Góra.

Depuis 1999, il appartient administrativement à la voïvodie de Lubusz